# G77

Țările membre grupului 77.

G77 (grupul celor 77 de state) este o organizație internațională a Națiunilor Unite ce cuprinde, din noiembrie 2013, 134 de țări membre, în mare parte în curs de dezvoltare.

## Istorie
Grupul 77 a fost înființat în 1964 de cele 77 țări în curs de dezvoltare care au semnat "Declarația unitară a celor 77 țări". Prima întâlnire s-a ținut în Algeria în perioada 10-25 octombrie 1967.

## Țările membre
| - Afganistan - Africa de Sud - Algeria - Angola - Antigua și Barbuda - Arabia Saudită - Argentina - Bahamas - Bahrain - Bangladesh - Barbados - Belize - Benin - Bhutan - Birmania - Bolivia - Bosnia și Herțegovina - Botswana - Brazilia - Brunei - Burkina Faso - Burundi - Cambodgia - Capul Verde - China - Ciad - Chile - Coasta de Fildeș - Columbia - Comore - Congo - Coreea de Nord - Costa Rica - Cuba | - Djibouti - Republica Dominicană - Egipt - Emiratele Arabe Unite - Ecuador - El Salvador - Eritrea - Etiopia - Fiji - Filipine - Gabon - Gambia - Ghana - Grenada - Guatemala - Guineea - Guinea-Bissau - Guineea Ecuatorială - Guyana - Haiti - Honduras - India - Indonezia - Iordania - Irak - Iran - Insulele Marshall - Insulele Solomon - Jamaica - Kenya - Kiribati - Kuweit - Laos - Liban | - Lesotho - Liberia - Libia - Madagascar - Malaysia - Malawi - Maldive - Mali - Maroc - Mauritania - Mauritius - Mongolia - Mozambic - Namibia - Nauru - Nepal - Nicaragua - Niger - Nigeria - Oman - Pakistan - Palestina - Panama - Papua Noua Guinee - Paraguay - Peru - Qatar - Republica Centrafricană - Republica Democrată Congo - Republica Dominicană - Rwanda - Samoa - São Tomé și Príncipe | - Senegal - Seychelles - Sfânta Lucia - Sfântul Cristofor și Nevis - Sfântul Vicențiu și Grenadine - Sierra Leone - Singapore - Siria - Somalia - Sudan - Sudanul de Sud - Sri Lanka - Statele Federate ale Microneziei - Surinam - Eswatini - Tadjikistan - Tanzania - Thailanda - Timorul de Est - Togo - Tonga - Trinidad și Tobago - Tunisia - Turkmenistan - Uganda - Uruguay - Vanuatu - Venezuela - Vietnam - Yemen - Zambia - Zimbabwe |

## Legături externe
- en Site oficial al G77 Arhivat în 19 octombrie 2009, la Wayback Machine.
- en Membrii G77 - lista oficială.
- en Adam Sneyd, "Group of 77", in Globalization and Autonomy Online Compendium, edited by William D. Coleman and Nancy Johnson Arhivat în 25 octombrie 2007, la Wayback Machine.
- en Site oficial al G24